# 勞爾·庫瓦斯·格勞

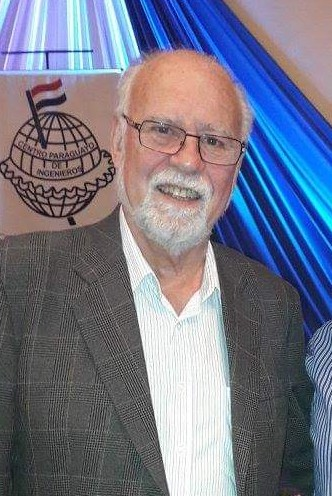
勞爾·庫瓦斯·格勞（2017年）

勞爾·庫瓦斯·格勞（西班牙語：Raúl Cubas Grau，1943年8月23日—）是一位巴拉圭政治人物，1998年至1999年擔任巴拉圭臨時總統。

## 生平
勞爾·庫瓦斯·格勞曾在国立亚松森大学学习工程学。畢業後是一位电气工程师，1996年4月曾短暂担任巴拉圭财政部长。1998年8月，库瓦斯就任巴拉圭总统，1999年，因副总统阿加尼亞遇刺身亡，库瓦斯辞去总统职务。